# 尼泊尔共产党（马列） (2002年)
尼泊尔共产党（马列）是尼泊尔的一个共产主义政党。

## 历史
2002年，原来的尼泊尔共产党（马列） (1998年)决定将该党并入尼泊尔共产党（联合马列），但党内以Chandra Prakash Mainali为首的一派反对这一决定，于是建立了新的尼泊尔共产党（马列）。
2008年之前的制宪会议选举，该党提出了一个封闭的比例代表制选举名单，共有168名候选人，C.P. Mainali为首。 它在选举中赢得8个席位，全部都是通过比例代表制得到的，约有1.33%的选票。
2010年8月6日，尼泊尔共产党（马列）在选举候选人问题上遭遇了分裂，前部长Bogati Jagat和其他4名制宪会议成员脱离该党组建了一个新党，新党也取名为尼泊尔共产党（马列）（为了区分于老党，该党被称作尼泊尔共产党马列（社会主义者））。